# NC.A
Im Soeun (Hangul: 임소은; 7 de octubre de 1996), conocida por su nombre artístico NC.A (Hangul: 앤씨아, Neo Culture Artist), es una cantante surcoreana. 

## Carrera
Debutó en agosto de 2013 con "My Student Teacher".

## Discografía

### Álbumes de estudio
| Time To Be A Woman | - Lanzamiento: 28 de octubre de 2016 - Formatos: CD, descarga digital - Etiqueta: JJ Holic Medios de comunicación Track listing 1. Next Station 2. U in me 3. Hoo Hoo Hoo 4. Vanilla Shake 5. Coming Soon 6. Curfew 7. Look Crazy (Feat. Sims Of M.I.B) 8. How much more... (Feat. Shinji) 9. Instinct 10. Next station (Inst.) | - KOR: |  |

### Sencillos
| Año  | Título               | Posición en las listas | Ventas             | Álbum              |
| Año  | Título               | KOR                    | Ventas             | Álbum              |
| ---- | -------------------- | ---------------------- | ------------------ | ------------------ |
| 2013 | "My Student Teacher" | 92                     | - KOR (DL): 39,717 | Scent Of NC.A      |
| 2013 | "Oh My God"          | 108                    | - KOR (DL): 36,297 | Scent Of NC.A      |
| 2014 | "Hello Baby"         | 107                    | - KOR (DL): 36,735 | Scent Of NC.A      |
| 2014 | "I'm Different"      | 81                     | - KOR (DL): 47,053 | Scent Of NC.A      |
| 2014 | "Crazy You"          | —                      | - KOR (DL): —      | Time To Be A Woman |
| 2014 | "Hoo Hoo Hoo"        | —                      | - KOR (DL): —      | Time To Be A Woman |
| 2015 | "Coming Soon"        | —                      | - KOR (DL): 16,743 | Time To Be A Woman |
| 2015 | "Cinderella Time"    | —                      | - KOR (DL): —      | Time To Be A Woman |
| 2015 | "Vanilla Shake"      | —                      | - KOR (DL): 15,216 | Time To Be A Woman |
| 2016 | "U in Me"            |                        | - KOR (DL):        | Time To Be A Woman |
| 2016 | "Next Station"       |                        | - KOR (DL):        | Time To Be A Woman |
| 2017 | "Love Me"            |                        | - KOR (DL):        | Single             |

### Participación en bandas sonoras
| Título                                     | Detalles del álbum | tabla de posiciones | Ventas |
| Título                                     | Detalles del álbum | KOR                 | Ventas |
| ------------------------------------------ | --- | ------------------- | ------ |
| Immortal Song: Summer Songs Special Part.2 | - Lanzamiento: 12 de julio de 2014 - Etiqueta: LOEN Entertainment - Formato: CD, descarga digital Track listing 1. Clouds And I 2. Just Like That 3. Playing With Fire 4. 세상 모르고 살았노라 5. How About Me 6. It Is Wind 7. 해변으로 가요 | - KOR:              |        |
| The Girl Who Can See Smells Pt. 8          | - Lanzamiento: 7 de mayo de 2015 - Etiqueta: LOEN Entertainment - Formato: CD, descarga digital Track listing 1. Just 5 More Minutes 2. Excuse Me 3. Just 5 More Minutes (Inst.) 4. Excuse Me (Inst.)                                         | - KOR:              |        |

## Filmografía

### Espectáculos de variedades
| Año  | Red         | Programa                         |
| ---- | ----------- | -------------------------------- |
| 2013 | SBS         | Cultwo Show                      |
| 2014 | MBC Every 1 | Weekly Idol                      |
| 2014 | Arirang     | Pops in Seoul                    |
| 2014 | MBC         | Ailee's Vitamin                  |
| 2014 | KBS         | Happy Together 3                 |
| 2014 | Tooniverse  | Thunderstruck Stationary 2       |
| 2014 | MBC Music   | NC.A in Fukuoka                  |
| 2015 | Arirang     | Arirang Radio                    |
| 2015 | SBS         | Star King                        |
| 2015 | KBS         | Hello Counselor                  |
| 2015 | Arirang     | Pops in Seoul                    |
| 2015 | KBS2        | Crisis Escape Number 1           |
| 2015 | MBC         | King of Mask Singer              |
| 2015 | OGN         | OnGameNet From Start Till Clear  |
| 2015 | JTBC        | Hidden Singer 4                  |
| 2016 | MBC         | King of Mask Singer              |
| 2017 | KBS         | The Unit: Idol Rebooting Project |
| 2019 | MBC         | King of Mask Singer              |

### Drama
| Año  | Red          | Drama                     | Papel                                          |
| ---- | ------------ | ------------------------- | ---------------------------------------------- |
| 2013 | tvN          | Respuesta 1994            | Estudiante/amiga de Sooksookie (Yook Sung-jae) |
| 2014 | Tooniverse   | Thunderstruck Papelería 2 | Como NC.A                                      |
| 2015 | Web de drama | Tres por Tres             | TBA                                            |